# Polylepiscus burgeri
Polylepiscus burgeri är en mångfotingart som beskrevs av Ottis Robert Causey 1954. Polylepiscus burgeri ingår i släktet Polylepiscus och familjen Aphelidesmidae. Inga underarter finns listade i Catalogue of Life.